# Dolgi naši
Dolgi naši (Долги наши) è un film del 1977 diretto da Boris Vladimirovič Jašin.

## Trama
Ivan Krutov ha vissuto una vita interessante. Ha servito in marina, era un pescatore su pescherecci da traino e ha visitato molti paesi. Per la prima volta avvertendo l'avvicinarsi della vecchiaia, mi sono ricordato del mio villaggio natale. E quando è arrivato, si è scoperto che sua madre era morta tre anni fa, la sua amata Katerina si è sposata e sta crescendo sua figlia. Ivan si rese conto di non aver reso felice una sola persona e, rendendosi conto di questo, cercò di iniziare un'altra, nuova vita.